# Унеча
Уне́ча (рос. Унеча) — місто в Російській Федерації, адміністративний центр Унецького району Брянської області. Знаходиться на території української історичної землі Стародубщина.

## Географія
Місто розташоване у верхів'ях річки Унеча, лівої притоки Іпуті, басейн Сожу.

## Походження назви
Назву свою Унеча отримала від однойменної річки, на якій вона розташована. В свою чергу, річка Унеча, за однією з версій, походить своїм іменем від слова «юнеча», що означає «молода річка», «нове русло» (на відміну від «стариці» - русла старого, пересохлого). Перші населенні пункти з іменем Унечі виникають тут у XVII столітті – з 1672-го року відомим є хутір Унеча, а з 1770-го Унецька Рудня.

## Історія
Місто виникло в 1887 році як залізнична станція на Поліській залізниці. Після будівництва в 1929 році залізниці Харків-Орша, Унеча стає значним залізничним вузлом.

## Економіка
В місті працюють підприємства по обслуговуванню залізничного транспорту.
Діє загальна школа, збудована в 2008 році.